# Distrito electoral de Merriman (condado de Cherry, Nebraska)
Merriman (en inglés: Merriman Precinct) es un distrito electoral ubicado en el condado de Cherry en el estado estadounidense de Nebraska. En el Censo de 2010 tenía una población de 282 habitantes y una densidad poblacional de 0,22 personas por km².

## Geografía
Merriman se encuentra ubicado en las coordenadas 42°47′32″N 101°51′56″O / 42.79222, -101.86556. Según la Oficina del Censo de los Estados Unidos, Merriman tiene una superficie total de 1285.32 km², de la cual 1276.86 km² corresponden a tierra firme y (0.66%) 8.45 km² es agua.

## Demografía
Según el censo de 2010, había 282 personas residiendo en Merriman. La densidad de población era de 0,22 hab./km². De los 282 habitantes, Merriman estaba compuesto por el 88.3% blancos, el 1.77% eran afroamericanos, el 6.38% eran amerindios, el 0% eran asiáticos, el 0% eran isleños del Pacífico, el 0% eran de otras razas y el 3.55% pertenecían a dos o más razas. Del total de la población el 3.19% eran hispanos o latinos de cualquier raza.